# Objectif septième planète
Pour plus de détails, voir Fiche technique et Distribution.
Objectif septième planète (Journey to the Seventh Planet), est un film de science-fiction américano-danois sorti en 1962, réalisé par Sidney W. Pink.

## Synopsis
Un équipage est envoyé sur Uranus par l'ONU dans le cadre de l'exploration de l'espace. Pendant le voyage, un esprit extra-terrestre prend quelques instants le contrôle de l'esprit des membres de l'équipage. Les astronautes se réveillent normalement, mais constatent qu'un long temps s'est passé pendant leur inconscience, et de façon inexplicable.
Lors de l'atterrissage sur Uranus, les astronautes se retrouvent dans une forêt très semblable à celles de la Terre, contrairement au paysage désolé auquel il s'attendaient. La forêt est entourée d'une barrière mystérieuse, au-delà de laquelle l'un d'eux avance un bras, aussitôt congelé.
L'équipage entre alors en contact avec un village dont les habitants sont des êtres humains, et tous d'anciennes connaissances des astronautes... ces derniers comprennent alors qu'il s'agit d'une illusion créée par l'esprit extra-terrestre qui est capable de donner consistance aux pensées et aux souvenirs, aux désirs et aux peurs qui sont en eux.
L'équipage commence alors à combattre l'esprit extra-terrestre pour pouvoir revenir sur Terre.

## Fiche technique
- Titre français : Objectif septième planète[1]
- Titre original : Journey to the Seventh Planet
- Genre : film de science-fiction
- Réalisation : Sidney W. Pink
- Scénario : Ib Melchior
- Musique : Ib Glindemann
- Production : Samuel Z. Arkoff pour Cinemagic Inc.
- Pays :  Danemark,  États-Unis
- Durée : 80 minutes
- Année de sortie : 1962
- Photographie : Aage Wiltrup
- Montage : Tove Palsbo, Thok Søndergaard
- Effets spéciaux : Bent Barfod Film
- Décors : Mark Tildesley et Helge Hansen
- Costumes : Helge Hansen
- Date de sortie en salle en France : 20 mai 1964[1]

## Distribution
- John Agar : Don Graham
- Carl Ottosen (da) : Eric
- Ann Smyrner : Ingrid
- Greta Thyssen (en) : Greta
- Ove Sprogøe : Barry O'Sullivan
- Louis Miehe-Renard (da) : Svend
- Mimi Heinrich : Ursula